# Aeropuerto Civil Metropolitano de Guarujá
El Aeropuerto Civil Metropolitano de Guarujá (IATA: SSZ, OACI: SBST) es un aeropuerto en construcción para dar servicio a Guarujá, Santos y la Región Metropolitana de Santos en Brasil.
Es operado por Infraero.
Algunas de sus instalaciones serán compartidas con la Base Aérea de Santos de la Fuerza Aérea Brasileña.

## Historia
Los planes para utilizar el sitio de la Base Aérea de Santos también como aeródromo civil comenzaron en 2018. En 2019, el Ministerio de Infraestructura y la Fuerza Aérea Brasileña firmaron el acuerdo.
El 3 de julio de 2020, Infraero comenzó a gestionar la parte civil del sitio y a realizar obras para la construcción de una terminal.
Se espera que la instalación se abra a mediados de 2025.

## Acceso
El aeropuerto está situado 9 km (6 mi) de Guarujá y 17 km (11 mi) de Santos.